# 서타트리산맥

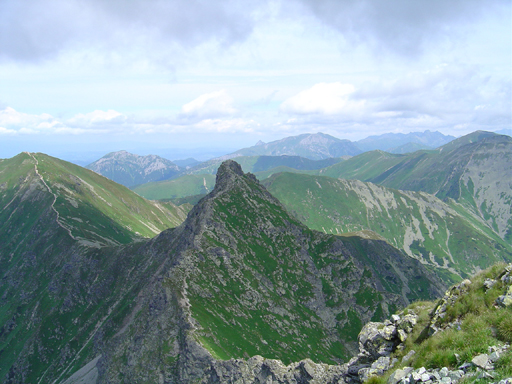
서타트리산맥

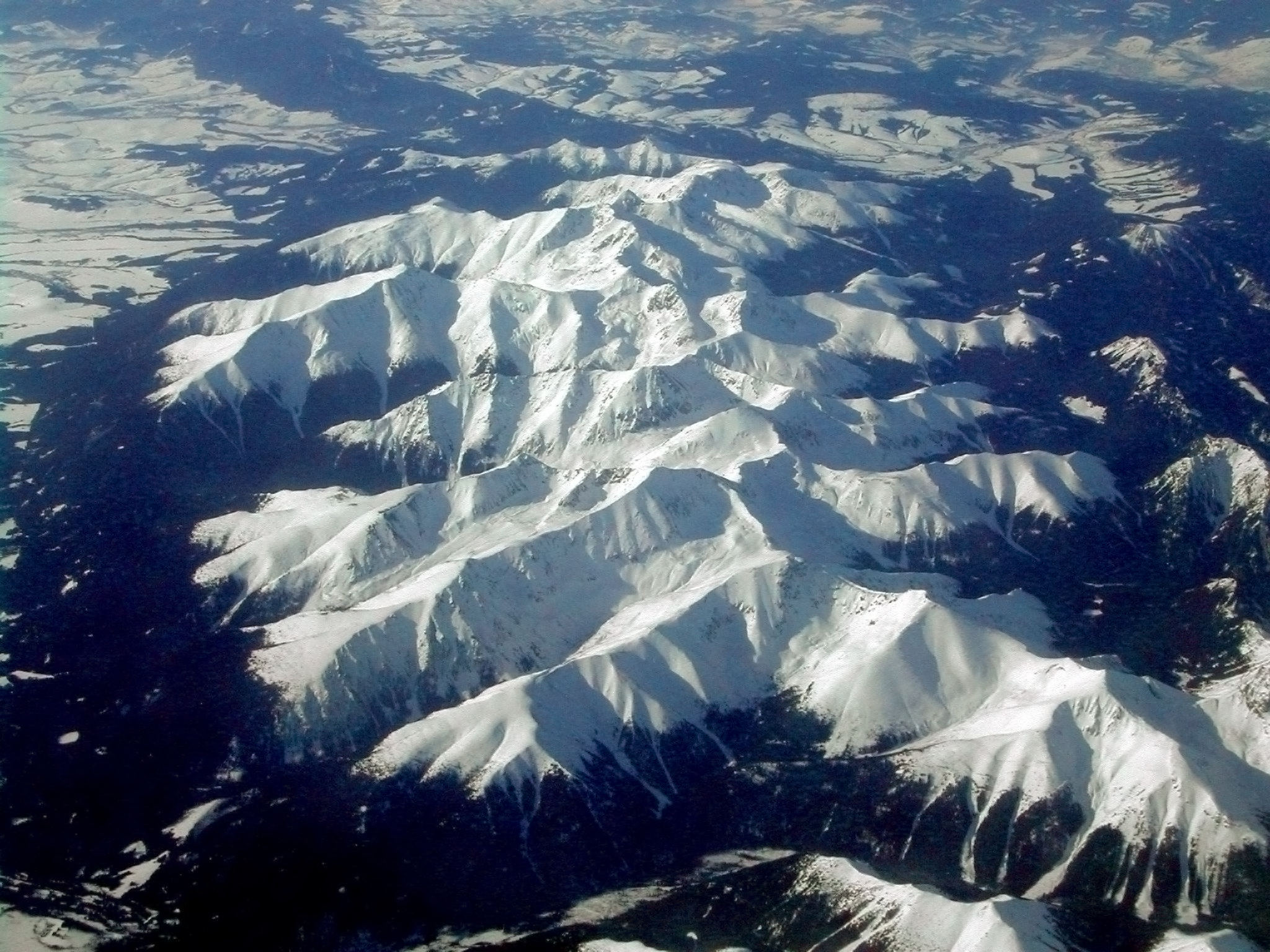
겨울의 서타트리산맥

서타트리산맥(폴란드어: Tatry Zachodnie)은 폴란드-슬로바키아 국경을 이루는 타트리산맥의 일부이다. 가장 높은 산은 기에본트산이다.